# Zamia beeldsnijderiana
Zamia beeldsnijderiana là một loài thực vật hạt trần trong họ Zamiaceae. Loài này được Beelds. mô tả khoa học đầu tiên năm 1823.